# Digital Research
Digital Research, Inc. (DR nebo DRI) byla americká softwarová společnost, která v letech 1974-1991 vyvíjela a prodávala operační systém CP/M a z něj odvozené 8-, 16- i 32bitové operační systémy MP/M, Concurrent DOS, FlexOS, Multiuser DOS, DOS Plus, DR DOS a GEM. Šlo o první velkou softwarovou společnost ve světě mikropočítačů. Firma založená a vedená Garym Kildallem v kalifornském Pacific Grove, později přesídlila do blízkého Monterey.

## Úvod
Gary Kildall pracoval od roku 1972 pro společnost Intel jako konzultant pod obchodním jménem Microcomputer Applications Associates (MAA) vyvinul diskový operační systém pro osmibitové mikropočítače nazývaný CP/M (Control Program/Monitor) a v roce 1974 založil firmu Intergalactic Digital Research, v níž jeho žena obstarávala obchodní aktivity. Společnost začala brzy fungovat pod zkráceným jménem Digital Research.
Na osmibitový operační systém CP/M, který se v té době stal de facto standardem pro mikropočítače s procesory Intel 8080 a Zilog Z80, navázala řada odvozených systémů v čele s víceúlohovým víceuživatelským systémem MP/M představeným v roce 1979.
V roce 1981 firma představila svůj první 16bitový operační systém CP/M-86, který na začátku roku 1982 upravila pro provozování na počítačích IBM PC a prosazovala jako přímou alternativu systému MS-DOS. Následoval víceúlohový MP/M-86 (1981) a jednouživatelský systém Concurrent CP/M (1982) vybavený virtuální konzolí, z níž bylo možné spouštět několik aplikací současně.
Společnost Digital Research i přesto, že se její operační systémy na počítačích PC kompatibilních neprosadily a že sama přiznala ztrátu trhu se softwarem pro procesory Intel 8088, byla v roce 1983 čtvrtou největší firmou produkující software pro mikropočítače s tržbami 45 milionů USD. V květnu 1983 ohlásila, že všechny své jazyky a programy upraví pro operační systém PC DOS a ve snaze uspět se softwarem pro Intel 80286 a Motorola 68000 uzavřela v roce 1984 partnerství s firmou AT&T Corporation s cílem vyvíjet software pro UNIX System V a prodávat vlastní produkty a produkty třetích stran v maloobchodě. Jerry Pournelle později v tomto roce varoval, že se zdá, že "Mnoho lidí s vyšším postavením společnost Digital Research opouští." a "Bylo by lépe, kdyby se DR dala dohromady."
Následující revize Concurrent CP/M zahrnovaly od roku 1983 emulaci MS-DOS API, který postupně přidala větší podporou DOS aplikací a souborového systému File Allocation Table. Tyto verze byly pojmenovány Concurrent DOS (1984), přičemž verze Concurrent PC DOS (1984) byla upravená pro použití na IBM kompatibilních počítačích.
V roce 1985, rok po uvedení počítačů IBM PC/AT s procesorem Intel 80286, firma Digital Research představila systém reálného času zpočátku nazývaný Concurrent DOS 286, který se později vyvinul do modulárního systému FlexOS (1986). Systém využíval většinu možností adresování paměti nového procesoru a poskytoval flexibilnější víceúlohové prostředí. Systém měl malou ale výkonnou sadu systémových API, které měly synchronní a asynchronní variantu. Byly podporovány pojmenované roury a pro všechny pojmenované prostředky mohly být vytvořeny aliasy nastavením proměnných prostředí. Očekávalo se, že systém bude dlouhodobě obchodně úspěšný
Dalšími následníky Concurrent DOSu byly Concurrent DOS XM (1986) a 32bitový Concurrent DOS 386 (1987) a nakonec Multiuser DOS (1991).
Skupina víceuživatelských operačních systémů firmy Digital Research byla vytlačena jednouživatelským potomkem DOS Plus (1985) a DR DOS (1988). DR DOS se prodával jako přímá náhrada za MS-DOS nebo PC-DOS s rozšířenými funkcemi. Kvůli tomu systém opustil podporu spouštění aplikací pro CP/M a jeho interní struktury byl změněny, aby byly kompatibilní s uvedenými dvěma systémy. Systém položil základ úspěšné řadě produktů.
V roce 1991 byla firma Digital Research odkoupena firmou Novell za 80 miliónů dolarů,, aby Novell získal přístup k jejich řadě operačních systémů. FlexOS byl převzat jako základ pro Siemens S5-DOS/MT, IBM 4680 OS a 4690 OS, zatímco Multiuser DOS se dále vyvíjel do nezávislých produktů jako Datapac System Manager, IMS REAL/32 a REAL/NG. Na DR DOS navázaly systémy DR-DOS, DR-DOS, DR-DOS and DR-DOS.
Společnost Digital Research vyvíjela také překladače a interprety programovacích jazyků pro jimi podporované platformy, včetně C, Pascal, COBOL, Fortran, I, CP/M, CBASIC, BASIC a Logo. Společnost také vytvořila mikropočítačovou verzi grafického standardu GKS (příbuzného NAPLPS) nazývanou GSX používanou později jako základ jejich GUI GEM. Méně známé jsou jejich aplikační programy, patří k nim DR DRAW používající GSX, Dr. Halo pro DOS a malá sada grafických programů pro GEM.

## CP/M-86 a DOS
V době kdy byly vyvíjeny první verze počítačů IBM Personal Computer, byl systém CP/M firmy Digital Research dominantním operačním systémem pro mikropočítače. IBM požádala Digital Research o dodávku verze CP/M pro mikroprocesor Intel 8086, díky které by se CP/M stala standardním operačním systémem pro PC, který by používal kódově kompatibilní procesor Intel 8088. Digital Research však byla nespokojena s podmínkami smlouvy s IBM, a tuto smlouvu odmítl.
Tím Microsoft získal příležitost dodávat OS spolu s dalším softwarem (například jazykem BASIC) pro nová IBM PC. Když se na konci roku 1981 začala IBM PC prodávat, Microsoft přišel s PC DOSem, OEM verzí MS-DOSu, který byl vyvinut z 86-DOS, který Microsoft získal pro tento účel. Do poloviny roku 1982 se MS-DOS začal také prodávat pro použití v hardwarově kompatibilních počítačích jiných výrobců. Toto jediné rozhodnutí mělo za následek, že se Microsoft stal vedoucí firmou v počítačovém softwaru.
Tento příběh je podrobně popsán z pohledu Microsoftu a IBM v seriálu společnosti PBS Triumph of the Nerds, a z pohledu přátel a spolupracovníků Garyho Kildalla v The Computer Chronicles.
Systém CP/M-86 vyvinula společnost Digital Research jako alternativu k MS-DOSu, který byl zveřejněn firmou IBM na začátku roku 1982. Společnost později vytvořila vlastní klon MS-DOSu s pokročilými vlastnostmi nazývaný DR DOS, který vytvářel tlak na Microsoft, aby dále vylepšoval svůj DOS.
Soutěž mezi MS-DOS a DR DOS je jednou z nejkontroverznějších kapitol historie mikropočítačů. Microsoft nabízel lepší licenční podmínky těm výrobcům počítačů, kteří se zavázali, že prodají MS-DOS s každým svým počítačem, takže pro tyto firmy bylo neekonomické prodávat počítače s jiným operačním systém, protože i za ně musel být firmě Microsoft odveden licenční poplatek. Ministerstvo spravedlnosti Spojených států přezkoumalo tyto podmínky, a v roce 1994 Microsoftu licencování „za procesor“ zakázalo.
Společnost Digital Research (a později jeho následník Caldera) obvinila Microsoft z propagace neexistujících funkcionalit (tzv. vaporware) MS-DOSu pro omezení prodeje konkurenčního DR DOSu.[zdroj?]
Do jedné z beta verzí systému Windows 3.1x Microsoft zabudoval kód (později nazývaný AARD kód), když zjistil, že běží pod systémem DR DOS, zobrazil podivnou chybovou zprávu. I když tento kód nebyl ve výsledné verzi Windows 3.1 aktivní, vyvolal mezi testery špatný dojem, že je DR DOS nekompatibilní s MS-DOS a Windows. Tyto aktivity vyšly najevo, když byly při vyšetřování následného soudního sporu objeveny e-maily od vyšších vedoucích pracovníků společnosti Microsoft, které ukázaly, že tato konstrukce časované bomby byla součástí koordinovaného programu, který měl vytlačit firmu Digital Research z trhu s operačními systémy pro osobní počítače.
Následník firmy Digital Research Caldera vyvolala v roce 1996 kvůli těmto sporům soudní spor, který však byl v roce 2000 mimosoudně vypořádán jeden den před soudním jednáním. Za urovnání sporu zaplatil Microsoft společnosti Caldera v té době nezveřejněnou částku, které byla v roce 2009 odhalena 280 miliónů dolarů a Caldera zničila všechny dokumenty, které vytvořila v souvislosti s tímto případem. Přestože toto vypořádání bylo pro Microsoft nákladné, vedlo ke zničení některých důkazů o protisoutěžních praktikách firmy Microsoft a umožnilo Microsoftu ovládnout tento sektor trhu bez obav z jakéhokoli vážného konkurenta.

## Významní zaměstnanci
Kromě zakladatele Garyho Kildalla pracovalo v Digital Research několik významných zaměstnanců, z nichž někteří později učinili důležité přínosy v IT průmyslu, jako například Gordon Eubanks, Tom Rolander, Lee Jay Lorenzen, Don Heiskell, John Meyer a Ed McCracken.

## Akvizice
- Compiler Systems, Inc. (1981) pro CBASIC[34]
- MT MicroSYSTEMS, Inc. (1981) pro Pascal/MT+